# Phiale cruentata
Phiale cruentata là một loài nhện trong họ Salticidae.
Loài này thuộc chi Phiale. Phiale cruentata được Charles Athanase Walckenaer miêu tả năm 1837.